# حاجبية بنية نمطية سوسنية
الحاجبية البنية النمطية السوسنية (باللاتينية: Ophrys fusca subsp. iricolor) نويع نباتي ضمن نوع الحاجبية البنية ينتمي إلى جنس الحاجبية من الفصيلة السحلبية.

## الموئل والانتشار
موطن هذا النوع بلاد الشام وقبرص وتركيا واليونان والبلقان وجزر البحر الأبيض المتوسط.

## مرادفات للاسم العلمي
- (باللاتينية: Ophrys iricolor Desf.)
- (باللاتينية: Ophrys fusca var. iricolor (Desf.) Rchb.)
- (باللاتينية: Ophrys fusca f. iricolor (Desf.) Soó)
- (باللاتينية: Ophrys astypalaeica P. Delforge)
- (باللاتينية: Ophrys eleonorae Devillers-Tersch. & Devillers)
- (باللاتينية: Ophrys fusca var. maxima A.Terracc.)
- (باللاتينية: Ophrys iricolor subsp. astypalaeica (P.Delforge) Kreutz)
- (باللاتينية: Ophrys iricolor subsp. eleonorae (Devillers-Tersch. & Devillers) Paulus & Gack)
- (باللاتينية: Ophrys iricolor subsp. vallesiana (Devillers-Tersch. & Devillers) Paulus & Gack)
- (باللاتينية: Ophrys vallesiana Devillers-Tersch. & Devillers)